# Nectopsyche waccamawensis
Nectopsyche waccamawensis là một loài Trichoptera trong họ Leptoceridae. Chúng phân bố ở miền Tân bắc.